# Июльские жертвы

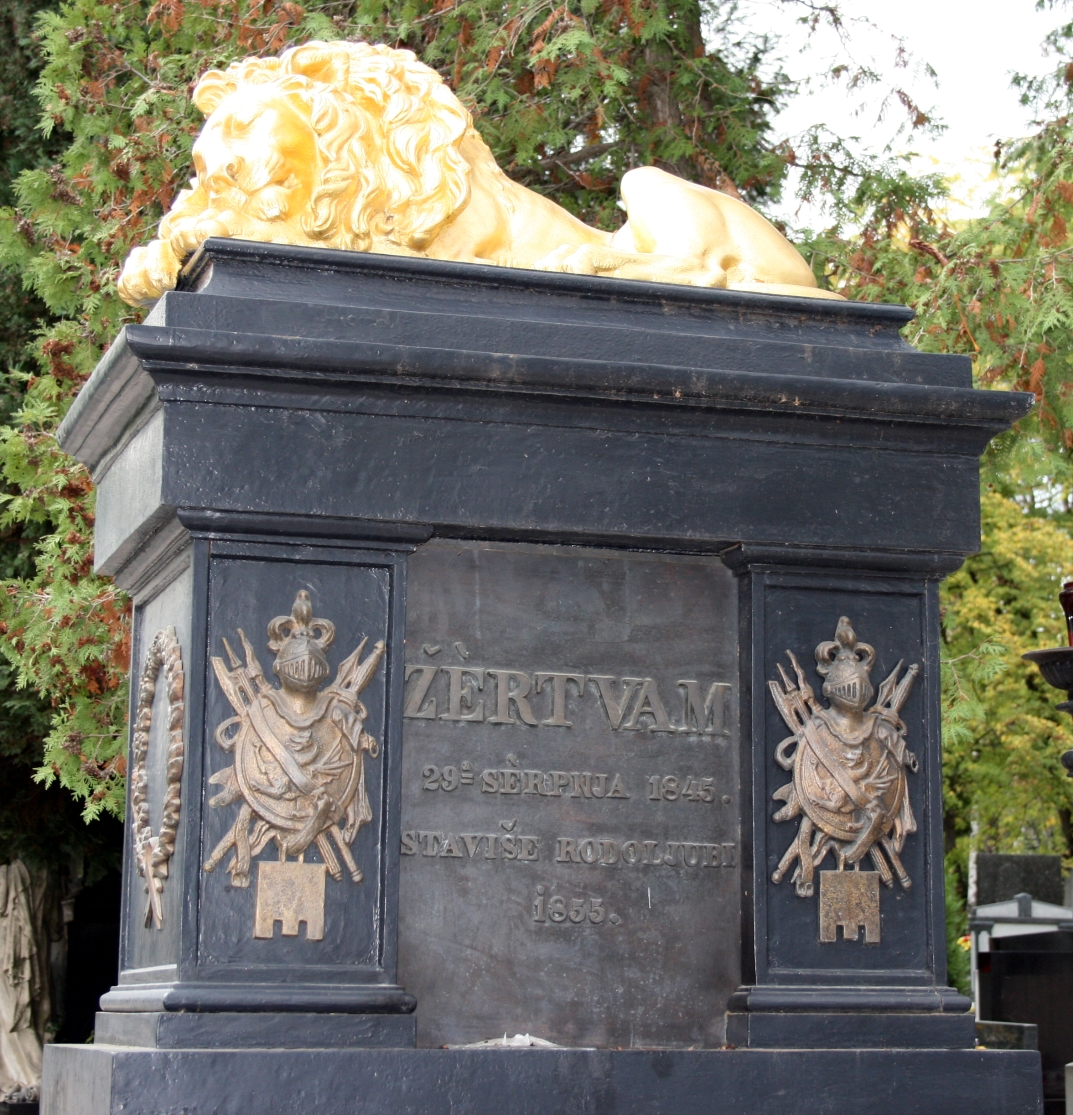
Памятник Июльским жертвам, установленный в 1855 году в Загребе

Июльские жертвы (хорв. Srpanjske žrtve) — члены хорватской Народной партии, которые 29 июля 1845 года погибли в столкновении с австрийской императорской армией.
В 1845 году в Загребкой жупании, в состав которой тогда входила хорватская столица, прошли местные выборы в правительство. Путём фальсификации результатов голосования победил кандидат от Хорватско-венгерской партии. После объявления результатов выборов члены Народной партии вышли на площадь Святого Марка, чтобы выразить свой протест, обвинив победителей в фальсификации результатов голосования. Хорватский бан венгерского происхождения Франц Халлер призвал австрийскую армию для зачистки площади от протестующих.
Когда армия приступила к выполнению этого распоряжения, Мирко Богович, один из протестующих, напал с саблей на армейского офицера. На его защиту встал солдат, выстреливший в Боговича. Другие солдаты восприняли этот выстрел как приказ начать стрелять. В результате залпа по толпе 13 протестующих были убиты и 27 получили ранения. Позже шестеро из последних скончались от полученных ран.
Десять жертв расстрела были похоронены на кладбище Святого Георга (нынешний Парк Июльских жертв), а церемония их похорон переросла в масштабные политические акции протеста. Во многом из-за этих всех событий бан Халлер оставил свой пост, который вскоре занял епископ Юрай Хаулик.
В 1855 году могилу Июльских жертв украсила скульптура, изображающая спящего льва. В 1895 году останки Июльских жертв были перенесены на новое загребское кладбище Мирогой.
Эти события продемонстрировали напряжённость, существовавшую между хорватами, поддерживавшими иллирийское движение и восстановление единого Хорватского королевства, и венгрохорватами (мадьярами) с хорватским меньшинством, выступавшим за более тесные отношения с Венгрией (их позицию представляла Хорватско-венгерская партия). В последующие годы первые добились некоторых успехов, так хорватский заменил латынь в качестве официального языка страны.